# Центр передового опыта в ликвидации последствий стихийных бедствий и гуманитарной помощи
Центр передового опыта в ликвидации последствий стихийных бедствий и гуманитарной помощи (англ. Center for Excellence in Disaster Management and Humanitarian Assistance, CFE) — прямая отчётная единица Тихоокеанского командования США (англ. United States Pacific Command, USPACOM) и основное агентство содействия готовности к бедствиям в Азиатско-Тихоокеанском регионе. CFE занимается обучением готовности к стихийным бедствиям, ликвидации последствий и обеспечения безопасности здоровья для разработки местных, зарубежных и международных возможностей и потенциала. Директор — полковник Джозеф Д. Мартин.
Инициативы CFE включают создание отделений на местах в каждом региональном боевом командовании США и создание стратегических партнёрств с организациями государственного и частного секторов, таких как Азиатско-Тихоокеанский центр по изучению вопросов безопасности (англ. Asia-Pacific Center for Security Studies, APCSS), Тихоокеанский центр бедствий (англ. Pacific Disaster Center, PDC), Гарвардская Гуманитарная инициатива (англ. Harvard Humanitarian Initiative, HHI), Гавайский университет (англ. University of Hawaii, UH), иных фондов, институтов и университетов.

## Миссия и цели
Способствовать совместному сотрудничеству, проведение прикладных исследований и развития системы образования, подготовка кадров, обмен информацией, программы в целях повышения нашей и международной гражданско-военной готовности, развитие знаний и умений в условиях чрезвычайных ситуаций и оказания гуманитарной помощи.
Цели:
1. Центр должен быть использован для обеспечения и облегчения образования, профессиональной подготовки и научных исследований в военно-гражданских операциях, в частности, операциях, которые требуют международного управления стихийными бедствиями и гуманитарной помощи и операций, требующих координации между министерством обороны и другими ведомствами.
2. Центр должен быть использован, чтобы сделать доступной качественную и эффективную ликвидацию последствий стихийных бедствий и гуманитарной помощи в случае стихийных бедствий.
3. Центр должен быть использован для обеспечения и облегчения образования, обучения, межведомственной координации, и исследований по следующим дополнительным вопросам:
  1. Ликвидация последствий ядерных, биологических и химических мероприятий.
  2. Ликвидация последствий терроризма.
  3. Соответствующие роли для резервных компонентов в управлении такими последствиями и в случае стихийных бедствий и гуманитарной помощи в связи со стихийными бедствиями.
  4. Использование передовых коммуникационных технологий как виртуальной библиотеки.
  5. Тропической медицины, особенно в связи с требованиями медицинской готовности Министерства обороны.
4. Центр разрабатывает хранилище показателей риска бедствий для Азиатско-Тихоокеанского региона.
5. Центр выполняет другие задачи, которые может определить министр обороны[4].

## Директора
- Капитан (в отставке) Фредрик М. Баркли (англ. ), военно-морской флот (1994—2000)
- Генерал-лейтенант (в отставке) Джон Ф. Гудман (англ. ), USMC (октябрь 2008 — февраль 2012)[5]
- Полковник Филип А. Мид (англ. ), армия США (временный директор) (февраль 2012 г. — май 2013 г.)[6]
- Бригадный генерал (в отставке) Памела К. Миллиган (англ. ), ВВС (май 2013 — май 2014)
- Полковник Джозеф Д. Мартин (англ. ), ВВС (временный директор) (май 2014 — по настоящее время[2])